# Femme (Film)
Femme ist ein US-amerikanischer Hardcore-Porno der Regisseurin R. Laura Niemi. Er ist der erste von Candida Royalle und Niemi mit ihrer Gesellschaft Femme Productions produzierte Film und gilt als erster feministischer Pornofilm.

## Handlung
Der Film hat den Untertitel Created by women for people who love. Er ist eine Zusammenstellung von sechs Szenen im Stil von Musikvideos, in denen zwei oder drei Protagonisten einander in verschiedenen Umgebungen begegnen und zum Sex kommen. Die einzelnen Szenen verzichten fast durchgängig auf Dialoge.
1. Rock Erotica: Der Fan Tish Ambrose und der Rockmusiker Michael Knight begegnen einander in einem dunklen, engen Treppenhaus, vermutlich der Backstage-Bereich einer Bühne. Nach einem leidenschaftlichen Vorspiel haben sie Fellatio und Analverkehr;
2. TV Idol: Sharon Kane liegt auf dem Bett und sieht sich im Fernseher eine Seifenoper mit dem Schauspieler Klaus Multia und der nicht im Bild gezeigten Sprecherin Candida Royalle an. Multia erscheint im Szenenbild und beide haben Sex miteinander. Es scheint sich um die Darstellung einer Phantasie zu handeln, denn am Ende der Szene liegt Kane alleine auf dem Bett, und Multia ist wieder in Großaufnahme im Fernsehbild zu sehen. Die Musik stammt von Philip Goetz;
3. Gallery: Carol Cross trifft als Besucherin einer Gemäldegalerie mit George Payne und Michael Knight zusammen. Auf Parallelmontagen, die Carol abwechselnd mit einem der männlichen Darsteller bekleidet beim Betrachten der Gemälde und nackt beim Sex zeigen, folgt als Schluss der Szene die Darstellung aller drei Akteure beim Geschlechtsverkehr in der Galerie;
4. Photo Session: Rhonda Jo Petty steht dem Fotografen Jerry Butler in dessen Studio Modell. Musik: Armando Macchiavelli;
5. Sales Pitch: Sharon Kane trifft auf die Kosmetikverkäuferin Rhonda Jo Petty. Musik: Henry Cussion;
6. The Dressing Room: Carol Cross befindet sich alleine nackt in einem Ankleidezimmer und betrachtet sich im Spiegel. David Sandler kommt hinzu und beide haben Sex. Musik: Armando Macchiavelli.

## Hintergrund

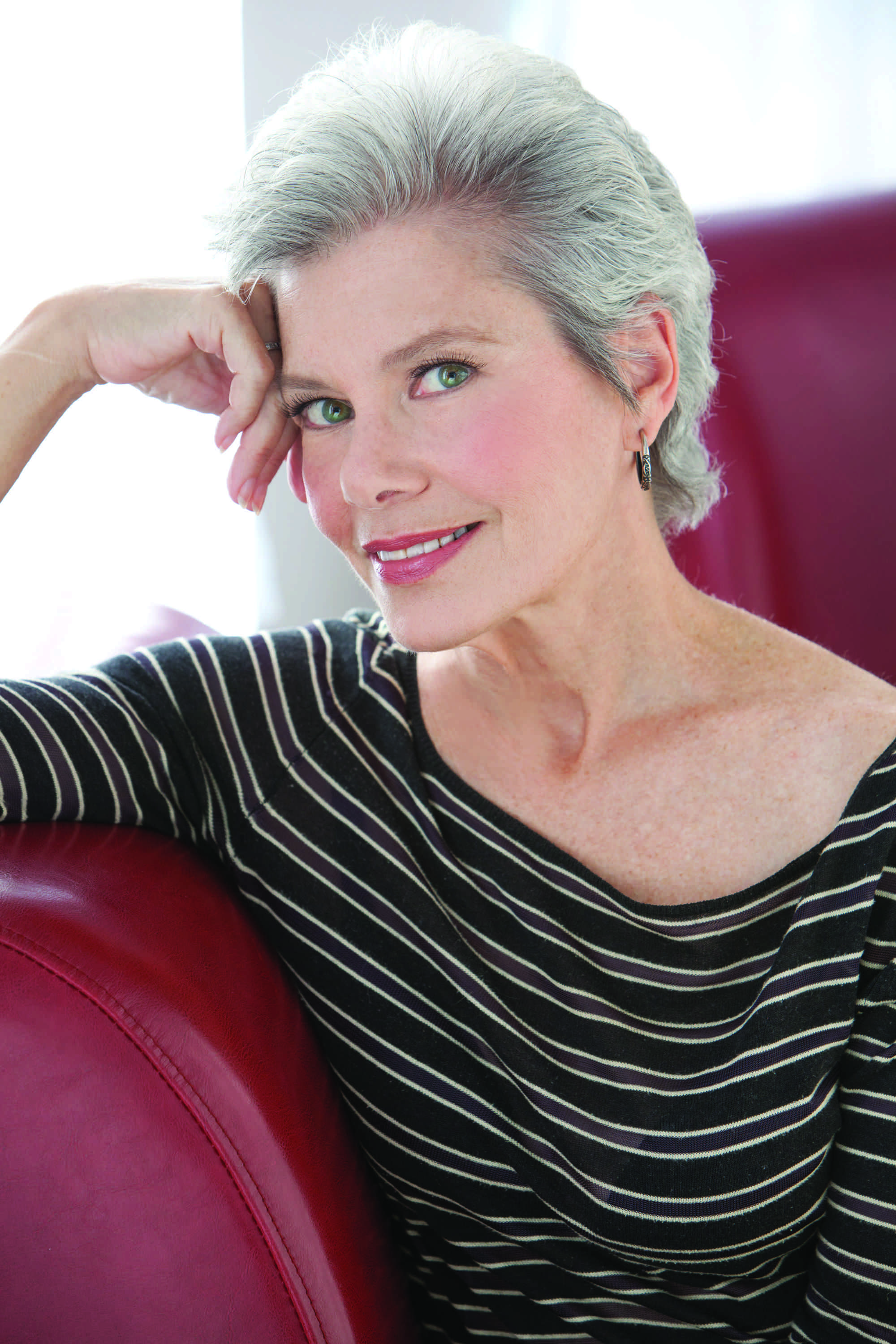
Candida Royalle, 2011

Candida Royalle stieg 1975 als 25-Jährige in das Pornogeschäft ein und war Darstellerin in etwa 25 Hardcore-Pornos. Zu Beginn der 1980er Jahre trat sie letztmals als Darstellerin auf und wechselte hinter die Kulissen. Sie schrieb die Drehbücher zu mehreren Mainstream-Pornos und folgte dabei zunächst dem traditionellen und auf das männliche Publikum ausgerichteten Stil: Der Mann und der männliche Konsument stehen im Mittelpunkt, die männlichen Darsteller agieren, der Film und einzelne Szenen steuern auf den finalen Cumshot hin, die weiblichen Darstellerinnen sind Objekte männlicher Befriedigung und werden diesen Phantasien entsprechend ausgewählt und abgebildet, Großaufnahmen von Geschlechtsorganen (meat shots) sind fast immer enthalten, eine strukturierte Handlung ist entbehrlich.
Unzufrieden mit den Produkten der Pornoindustrie gründete Royalle 1984 mit Femme Productions ihre eigene Produktionsgesellschaft. Dabei wollte sie eigenen Angaben zufolge drei Dinge zeigen: dass es möglich ist, Hardcore-Pornos auf anständige Weise zu produzieren, dass Pornos nicht sexistisch sein müssen, und dass Pornos das Leben bereichern können. Royalle hatte die Absicht Pornofilme zu produzieren, die an den Bedürfnissen weiblicher Konsumentinnen ausgerichtet sind oder von Paaren gemeinsam angeschaut werden. Ihre Partnerin war R. Lauren Niemi, eine Fotografin aus dem Mittleren Westen der Vereinigten Staaten, die erotische Musikvideos für Frauen produzieren wollte. Femme war Niemis und Royalles erster Porno und gilt als der erste feministische Pornofilm der Filmgeschichte. Royalle bezeichnete ihre Filme meist nicht als Pornos sondern als Erotica.

## Vertrieb
Auch die Vermarktung des Films lehnte sich an Niemis und Royalles Zielsetzungen an. Die Hülle des Videos zeigt keine nackten Darstellerinnen oder Geschlechtsorgane in Großaufnahme, wie für das Genre typisch, sondern die Nahaufnahme der Gesichter eines Paares. Der hervorgehobene Name Candida Royalle und der Titel Femme sind mit Created by women for people who love unterschrieben (in der Wiederveröffentlichung auf DVD Fantasies for couples who dare).
Royalles Streben nach einer neuen Form der Pornografie, die an den Bedürfnissen einer weiblichen Zielgruppe ausgerichtet ist, stieß bei den etablierten Strukturen der Pornoindustrie auf Ablehnung. Erst nach langen Verhandlungen fand sich mit VCA Pictures ein Vertrieb für Femme und die beiden folgenden Filme Urban Heat (1984) und Christine’s Secret (1986). Die Streifen wurden mit geringem Aufwand für Marketing und Promotion veröffentlicht und wurden ein großer Erfolg. 1986 kauften Royalle und ihr damaliger Ehemann Per Sjöstedt die Rechte an den drei Filmen zurück und brachten sie in ihren eigenen Vertrieb Femme Distribution ein. Nach der Trennung von Sjöstedt gab Royalle den Vertrieb auf und übertrug ihn an Adam & Eve, eines der bedeutendsten Unternehmen der US-amerikanischen Pornoindustrie. Im Unterschied zur gewöhnlichen Massenware Pornofilm, der wenige Monate im Angebot bleibt und dann für immer vergessen wird, ist Femme, wie auch die späteren Filme von Femme Productions, bis heute erhältlich und findet seine Käufer. Femme wurde 2004 auf DVD neu veröffentlicht.

## Rezeption
Norma Ramos, die Sprecherin der in der Anti-Pornographie-Bewegung überaus einflussreichen Aktivistinnengruppe Women Against Pornography, erklärte, dass es keine Rolle spiele, wenn eine Frau hinter der Kamera steht. Die Filme Royalles würden Frauen ebenso wie alle anderen Filme des Genres auf Körperteile reduzieren. Pornographie erotisiere die Ungleichheit der Frauen. Sie sei Prostitution auf Papier und Zelluloid.
Noch 2004, anlässlich der Herausgabe einer Jubiläums-Edition, befand Don Houston für XCritic, dass Femme niemals die Charts der Adult Video News erreicht habe, aber mit ihrem realistischen Sex eine frische Brise für diejenigen war, die etwas anderes als die heutigen „Barbies“ der Pornobranche sehen wollten. Houston hielt eine Empfehlung für Paare gerechtfertigt, für die Pornofilme etwas neues waren.
Die Internetseite pornmoviesforwomen.com schrieb im Zusammenhang mit Femme, dass Candida Royalle ihre Darsteller mit Respekt behandelt und sich besonders um die Frauen kümmert. Femme sei realistische Erotik mit Geschmack und zeige die geheimen Fantasien von Frauen. Femme zeige das Geheimnis weiblicher Lust, wie es nur eine Frau zeigen könne.